# Bradyho stojan

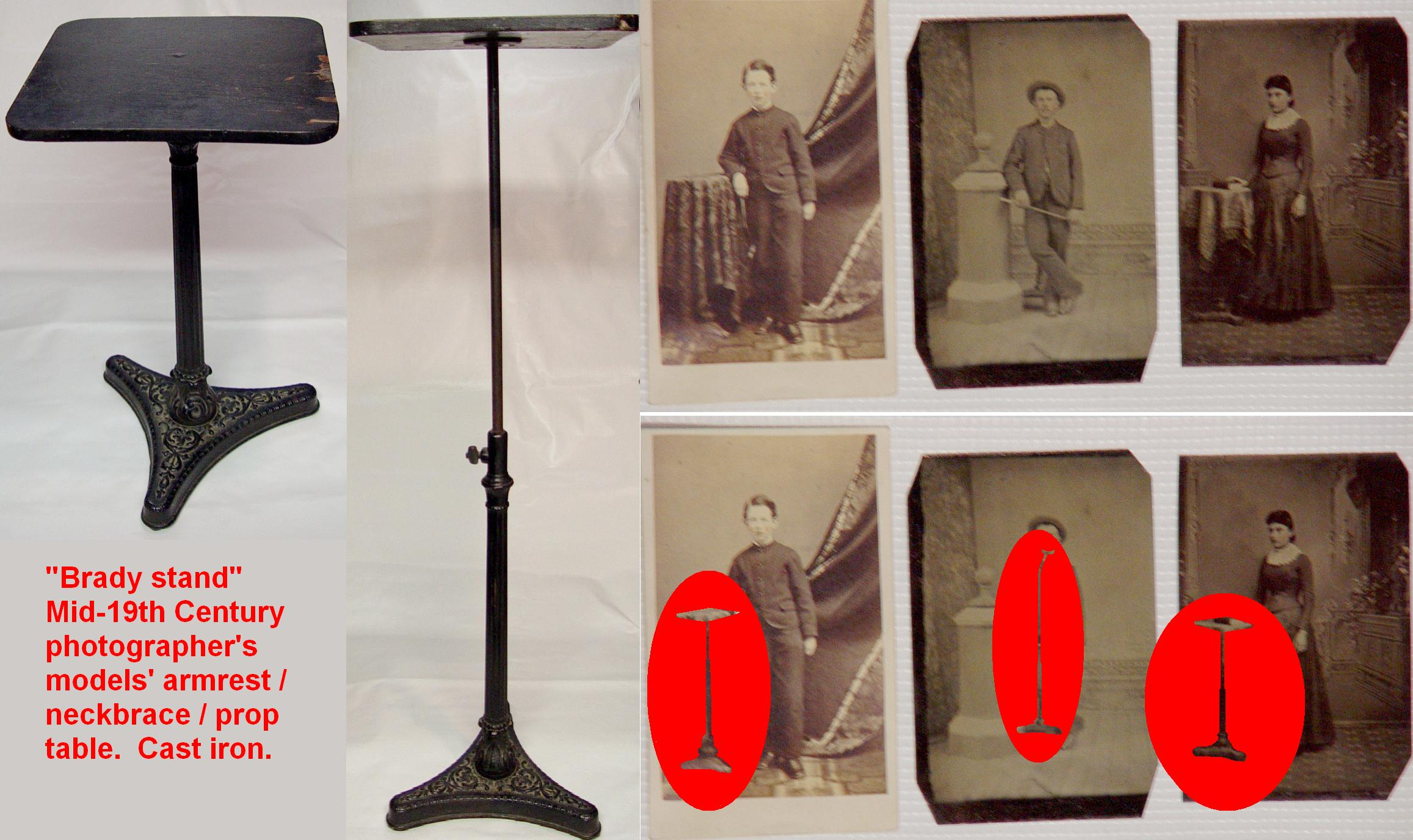
Bradyho stojan v praxi, polovina 19. století

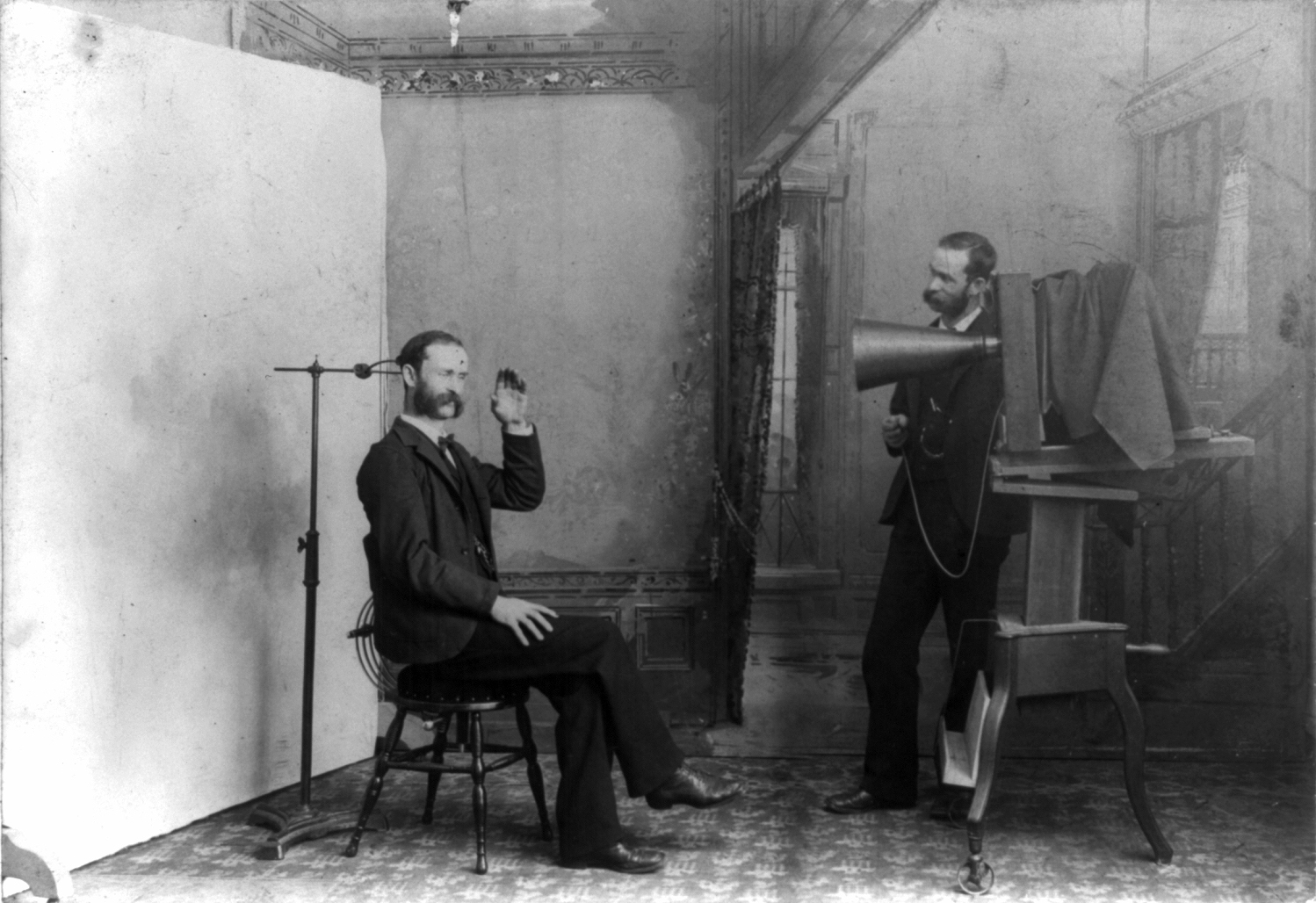
Fotograf v ateliéru při portrétování, 1893, stejný muž je na snímku dvakrát - stojí za přístrojem a sedí před objektivem; vlevo je vidět opěrka hlavy

Bradyho stojan (angl. Brady stand) se říkalo opěrnému stojanu, který v portrétních ateliérech používali fotografové v polovině 19. století. Jméno nese po Mathew Bradym (1823–1896), což byl americký novinářský fotograf působící v období americké občanské války a známý portrétními fotografiemi významných osobností tehdejší doby.

## Popis
Bradyho stojan se používal v daguerrotypických ateliérech v polovině 19. století. Měl těžkou litinovou stabilní základnu, nastavitelnou výšku trubkového sloupce (nohy) pro dvojí použití: sloužil buď jako loketní opěrka, nebo (při plném prodloužení a dodáním příčné výztuhy) jako opěrka hlavy. Ta byla často zapotřebí, aby se modely při delším expozičním času fotografování nepohnuly. Zatímco Bradyho stojan byl vhodný termín pro tyto specifické výrobky ateliérového vybavení, není prokázána souvislost mezi tímto stojánkem a Bradyho vynálezem přibližně z roku 1855.

## Galerie

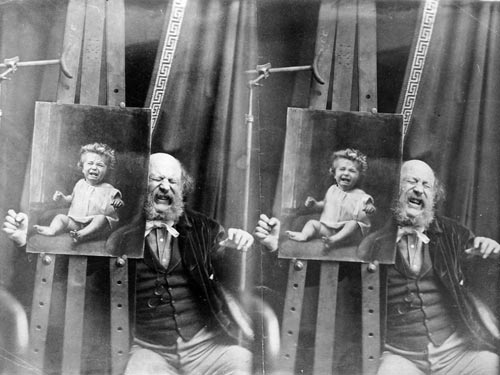
Oscar Gustave Rejlander: Autoportrét s plačícím dítětem, který překreslil a publikoval v Darwinově knize Projev citů u člověka a zvířete, vlevo je vidět opěrka hlavy pro portrétování dlouhým časem
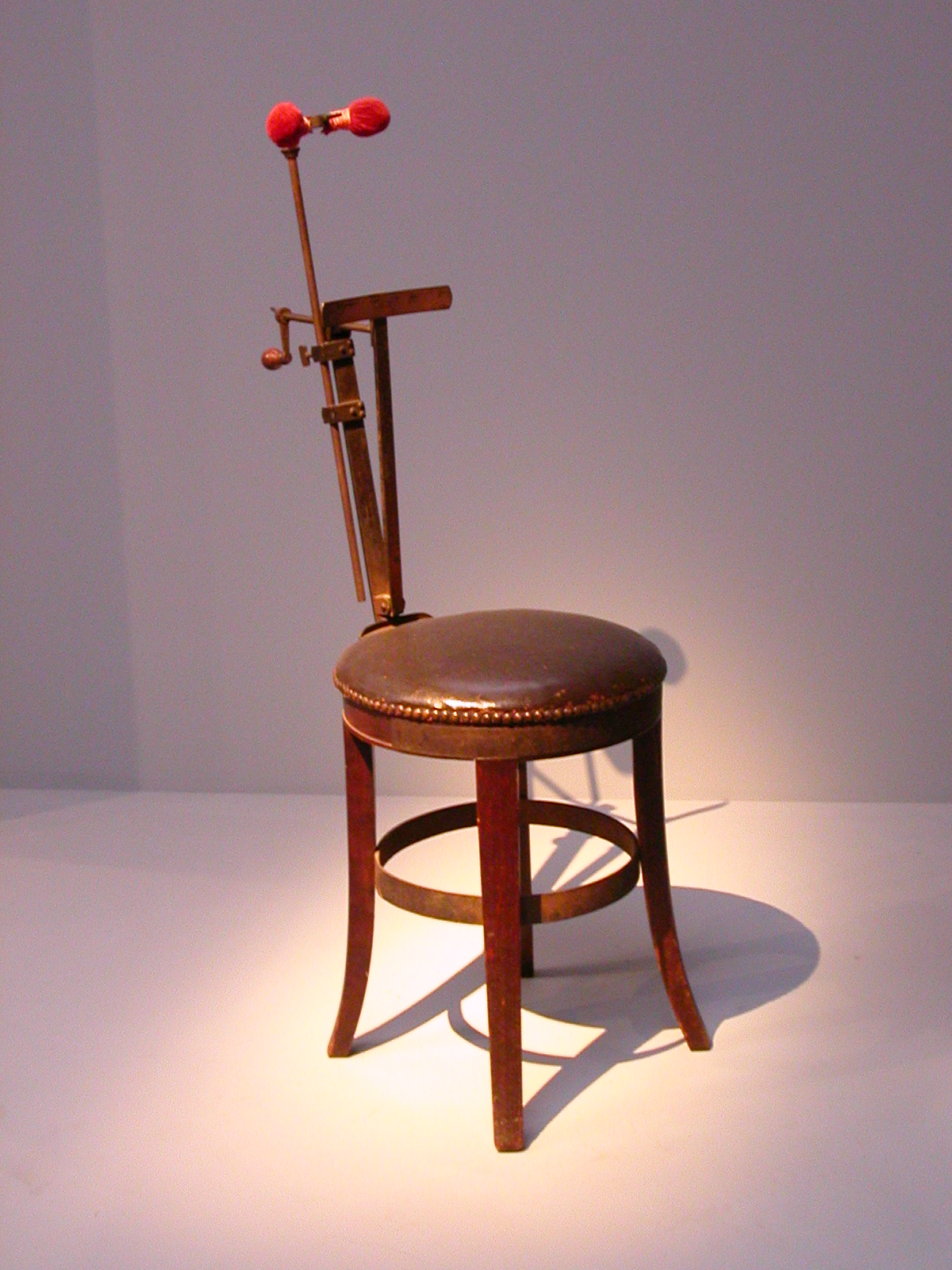
Podobné zařízení pro držení hlavy během dlouhých expozičních časů, digitální rekonstrukce